# Vescerro turbinatus
Vescerro turbinatus är en klomaskart som beskrevs av Reid 1996. Vescerro turbinatus ingår i släktet Vescerro och familjen Peripatopsidae. Inga underarter finns listade i Catalogue of Life.